# مهبود
مَهبود یا مهبُد (پارسی میانه: Mahbodh) یکی از فرماندهان نظامی ایرانی در زمان شاهنشاه قباد یکم ساسانی (حک. ۴۹۸–۵۳۱) از خاندان سورن سیستان بود. او پدر یا پدربزرگ مهبد بود.

## زندگی
از مهبد برای نخستین بار در سال ۵۲۵/۵۲۶ هنگامی که برای مذاکره با مقامات بیزانس هیپاتیوس و روفینوس فرستاده شد، نام برده می‌شود. با فروپاشی مذاکرات، مهبد همکارش سیاوش را به خرابکاری در این مأموریت متهم کرد و او سرانجام اعدام شد.
وی که در سال ۵۲۵/۵۲۶ اسپهبد بود، پس از مرگ سیاوش به رئیس فرمانداران تبدیل شد. او که از نزدیکان و مشاوران قباد بود، در تثبیت جانشینی پسر محبوبش خسرو انوشیروان (حک. ۵۳۱–۵۷۹) نیز نقش داشت. اندکی پس از آن، وی توسط خسرو به دلیل اتهامات دروغینی که توسط زروان علیه وی مطرح شده بود، اعدام شد.

## در شاهنامه
مهبود در شاهنامه نام وزیرِ انوشیروان است، که به رشک و حسادت زروان دچار گردید. زروان با یاری یک مرد جهود خوراک شاه را (که ظرفی شیر بود)، زهرآلود نمود، سپس به نزد شاه شتافت و این گناه را بر گردنِ مهبود و همسرش یعنی بانوی مهبود که خورشت شاه را مهیا می‌ساخت و دو پسرِ او که همه روزه غذای شاه را نزد او می‌آوردند، انداخت.
بدین سبب کسری انوشیروان فرمان داد تا پسران مهبود، خود شیرِ زهرآلود را بخورند که این در دم مرگ آن‌ها را در پی داشت. آنگاه کسری فرمان داد تا سرای مهبود را ویران و او و همسرش را بکُشند.
فردوسی در شاهنامه اینگونه توصیف مهبود را آغاز نموده‌است:
| که مهبود بُد نام آن پاک مغز |  | روان و دلش پُر ز گفتار نغز |